# Pemuco
Pemuco (del mapudungún: pe(le) muco ‘muco en el barro o lodo’) es una ciudad y comuna de la zona central de Chile, distante a 44,27 kilómetros al sur de Chillán, en la Provincia de Diguillín, Región de Ñuble. Está rodeada por lomajes suaves y se yergue a 178 metros sobre el nivel del mar.
Es parte del Distrito Electoral N.º 19 y pertenece a la 13.ª Circunscripción Senatorial (Biobío Cordillera).

## Historia
Ya en las primeras descripciones administrativas de Pedro de Valdivia se describe a Pemuco en el departamento de Chillán.
Los orígenes de esta localidad se remontan al siglo XVIII, pues durante la segunda mitad de esa centuria fueron elevados diversos informes dando cuenta de su existencia, uno de ellos fue el conjunto de documentos emitidos por el obispo de Concepción R. P. Fr. Pedro Ángel de Espiñeira, OFM., quien visitó su diócesis entre los años 1765-1769. En esos documentos se registran cuatro viceparroquias, siendo Pemuco una de ellas.
En 1772, el corregidor de Chillán Juan Bautista de Ojeda y Zassú elevó una información en la que señaló que en el curato de Chillán había dos viceparroquias derivadas: la de Gallipavo y la de Pemuco. Al año siguiente, se registra el nombre del presbítero Francisco Patricio de Carte y Montesinos en calidad de cura, dato que indica el investigador chileno Luis de Roa y Ursúa; sin embargo, es más probable que se haya desempeñado como vicepárroco. Tiempo más tarde, en 1791, el gobernador de Chile Ambrosio O'Higgins ordenó levantar un censo en la Diócesis de Concepción, a través del que podemos observar que Pemuco ya había sido elevado a la categoría de curato, cuya población ascendía a 2.308 habitantes.
Formalmente, la parroquia del lugar, cuyo patrono es San José, se estableció en 1832; sufrió un incendio parcial en 1954, que ocasionó la pérdida de valiosa documentación relativa a bautismos, matrimonios, defunciones, confirmaciones, pago de derechos eclesiásticos, informaciones matrimoniales, dispensas de consanguinidad, entre otros.
El terremoto del 28 de febrero de 1835 impactó fuertemente a los habitantes; el padre Reinaldo Muñoz Olave nos dice lo siguiente:

Permaneció en el antiguo sitio el pueblo de Pemuco, que, según comunicación de su cura don Julián Jarpa al gobernador [de Chillán José María del Canto], se destruyó enteramente.
 Muñoz Olave, "Chillán, sus fundaciones y destrucciones. 1580-1835", 1921.

El terremoto del 27 de febrero de 2010, también afecto a esta ciudad, quedando su iglesia con graves daños estructurales los cuales la mantienen cerrada hasta la fecha
Obtuvo el título de villa por decreto del 26 de noviembre de 1870; fue reconocida como ciudad por decreto del 11 de diciembre de 1901.
De acuerdo con el insigne historiador chileno Domingo Amunátegui Solar, en las cercanías de esta localidad, en una hacienda denominada Palpal, de propiedad de la familia Riquelme de la Barrera (uno de los principales linajes del Chillán colonial), habría nacido Bernardo O'Higgins el 20 de agosto de 1778.

### Pemuco en elSigloXVIII
En las postrimerías del "siglo de las luces", el famoso cronista colonial chileno Vicente Carvallo Goyeneche dedicó un párrafo completo de su obra a esta remota comarca, incluyendo una leyenda local:

Además de la parroquia de la capital, hay otras tres: 1ª, la de Pemuco, cuyo distrito se contiene entre los ríos Diguillín, Itata y Chodbán (sic) y la cordillera, y es el territorio más meridional de la provincia. Por la caja de los ríos Diguillín y Dañicalqui, suben veredas al bosque de Retamal, que conduce al centro de los Andes, y este distrito tiene un lago de dos leguas de circunferencia y de mucha profundidad, llamado Palpal en el país mediterráneo. Hay tradición de que en él se han visto caballos marinos, y refieren la historia de haber salido muerto a la orilla uno de ellos, y nos lo describe ser de duplicada mole que los terrestres, con el cuello largo y delgado, orejas pequeñas, cola larga, gruesa y bien poblada, muy abundante de crin, sin huesos en pies y manos, y con nadaderas en lugar de uñas o vasos, y finalmente que era de color alazán
"Descripción Histórico-Geográfica del Reino de Chile", Segunda Parte, publicada en la "Colección de Historiadores de Chile", Tomo X, capítulo XVII, página 120; Imprenta y Librería de El Mercurio, Santiago, 1876.

### Los primeros pemucanos
Miguel Inostroza S. en su libro "Crónicas históricas de Pemuco", auspiciado por la Municipalidad de Pemuco, cita que una de las familias más antiguas de Pemuco la constituye el matrimonio del Sr. Matías Herrera y su esposa María del Rosario D'Estrees, a quienes el gobierno español de la época donó tierras que limitaban con el camino viejo a Cartago y los sectores de Paso Ancho y Dominguejo.
Muchas otras familias también se contaban entre las fundadoras del pueblo. El mencionado documento afirma que los orígenes de Pemuco están vinculados al cruzamiento de franceses, españoles y nativos de la región. Algunas de estas familias emigraron paulatinamente y hoy cuentan con muy pocos descendientes en ese lugar.
En libros bautismales, de matrimonios y defunciones existentes en la Parroquia de Pemuco, todos ellos de comienzos del siglo XIX, destacan los apellidos D'Estrees, Herrera, Brevis, Seguel, Troncoso y Rubilar.
Respecto del apellido D'Estrees, este fue sucesivamente modificado en los libros bautismales por D'Estros, Estroz y hay quienes afirman que ese apellido dio origen al apellido Astroza.

Pemuco.-—Villa del departamento de Yungay situada por los 36º 57' Lat. y 72° 08' Lon., á 22 kilómetros al N. de su capital la villa de Yungay. Yace en un pequeño valle poco distante de la ribera sur del río Diguillín y rodeada de alturas quebradas y selvosas. Contiene 1,470 habitantes, iglesia mediana, dos escuelas gratuitas, ofícinas de correo, telégrafo y de registro civil, y municipalidad, que comprende el territorio de las subdelegaciones de Laureles, Pemuco y Relvún. Su primer asiento es de origen anterior á 1811, año en que por el número de sus vecinos se pretendió que se la erigiese en villa. Pero después tuvo algún atraso, especialmente en el terremoto de 20 de febrero de 1835 que arruinó varias poblaciones del sur. Creada en 1848 la provincia de Ñuble á que pertenece, tomó un movimiento de adelanto y se le confirió el título de villa por decreto de 1870. El nombre, que primitivamente se decía Pelmuco, viene de la contracción de pele ó pelde y de muco, una especie de navo (Brassica campestris), significa esa planta en el barro ó lodo. 
 Diccionario Geográfico de la República de Chile  (1899) de Francisco Solano Asta-Buruaga y Cienfuegos, página 532.

### Pemuco en elsigloXX
Hacia 1900, Pemuco contó con un importante aporte cultural, en que los pemucanos de esa época pudieron contar con las notas del exterior, fundando periódicos, y llevando a cabo uno de los más importantes proyectos como fue el ferrocarril de General Cruz a Pemuco y desde aquí a Cártago, localidad en la cordillera distante desde el centro de Pemuco a 22 kilómetros.
Dicho ferrocarril llegaba a la propiedad del señor Alejandro Martínez Gálvez quien impulsó durante muchos años el desarrollo del ferrocarril.
Pemuco a lo largo de su historia ha sido un importante afluente de militares a la historia de Chile: No solo Bernardo O Higgins sino también muchos Oficiales y Suboficiales del Ejército, las Fuerzas Armadas y Carabineros provienen de sus valles o de su descendencia. Probablemente esta tendencia responda al origen hispano conservador de su pueblo, de su gente, el que como se ha registrado en crónicas de Vicuña Mackenna se conformó en los primeros 25 años del siglo XIX por militares realistas que desertaron de las filas ante las batallas incesantemente perdidas. De ahí los apellidos Guíñez, Fernández, Troncoso, Astroza, Goyeneche, Vallejos, Goycolea, Brevis, Fuentealba, etc.
Muy relacionado con lo anterior y que no deja de llamar la atención es la conformación racial de su pueblo. Obsérvese cómo el origen mapuche de la denominación (Pemuco) así como la de los valles, quebradas y en general de las inmediaciones, también tiene un origen mapuche, sin embargo, en su pueblo, no encontramos apellidos mapuches, tampoco en la conformación racial, sin embargo, si existen arraigadas costumbres aborígenes que se entremezclan con antiquísimas costumbres hispanas, por ejemplo, en la construcción, en la comida, en las formas de vestir, de hablar e incluso de pronunciar. Llama tanto la atención que incluso docentes de la Universidad de Sevilla (España) reconocieron en sus formas lingüísticas manifestaciones fonéticas, erradas por cierto, que sólo habían oído en Sevilla¡¡ En consecuencia, Pemuco es la vívida mezcla de un lugar colonizado por españoles, cuyos apellidos fueron transformados para desnaturalizar su origen andaluz, vasco y castellano, pero que tanto las formas de vida como la construcción y el habla, se conservó prácticamente intacto. Todo un desafío para quienes gustan del turismo histórico empírico.
Hoy, en los albores del siglo XXI Pemuco se encuentra sumido en una crisis de identidad: la falta de oportunidades laborales frente a la crisis agrícola y el importante desarrollo que ha experimentado la educación superior ha hecho que los jóvenes emigren en busca de oportunidades, sin embargo, sociológicamente se espera que los descendientes de aquellos que durante el siglo XX migraron a las grandes ciudades, tiendan a regresar en la madurez, de tal forma de rescatar sus orígenes. Lo anterior se sustenta en el hecho de que numerosas familias que han superado -transgeneracionalmente- las crisis que sucedieron a las revoluciones industriales, han regresado y construido casas de descanso, volviendo a la apacible vida del reposo.
Es de esperar que este fenómeno se multiplique y los pemucanos, tiendan a reencontrarse 100 años después.

## Medio ambiente

### Geomorfología y componentes abióticos

Trazado simplificado de los ecosistemas y cuerpos de agua presentes en la comuna de Pemuco.

La comuna de Pemuco se encuentra emplazada en las unidades geomorfológicas de Llano central fluvio-glacio-volcanico y Precordillera; y presenta según la clasificación climática de Köppen clima mediterráneo de lluvia invernal (Csb), clima mediterráneo de lluvia invernal de altura (Csb (h)) y clima mediterráneo frío de lluvia invernal (Csc). Esta además se halla en la cuenca hidrográfica de río Itata. Además, la comuna posee diversos cuerpos de agua, entre los que se destacan la laguna Danicalqui, laguna del Valle Hermoso y laguna Las Mellizas; y río Ciprés, río Danicalqui, río Diguillin, río Itata y río Relbun.

### Componentes bióticos
Dentro del territorio de la comuna se pueden hallar los siguientes ecosistemas:
- Bosque caducifolio mediterráneo donde predominan Nothofagus obliqua y Persea lingue (En peligro crítico)
- Bosque caducifolio mediterráneo interior donde predominan Nothofagus obliqua y Cryptocarya alba (En peligro crítico)
- Bosque caducifolio mediterráneo-templado andino donde predominan Nothofagus alpina y Nothofagus obliqua (Vulnerable)
- Bosque caducifolio mediterráneo-templado andino donde predominan Austrocedrus chilensis y Nothofagus obliqua (Vulnerable)
- Bosque caducifolio mediterráneo-templado andino donde predominan Nothofagus pumilio y Nothofagus obliqua (Vulnerable)
- Bosque caducifolio templado andino donde predominan Nothofagus pumilio y Azara alpina (Vulnerable)
- Bosque esclerófilo psamófilo mediterráneo interior donde predominan Quillaja saponaria y Fabiana imbricata (En peligro crítico)

### Medidas de protección ambiental y conflictos socioambientales
Hasta 2022, la comuna de Pemuco cuenta con un área territorial destinada a la protección ambiental:
- Corredor Nevados de Chillán - Laguna del Laja (Reserva Biósfera)[12]

## Demografía
En el censo de 2002, la comuna de Pemuco tenía una población de 8821 habitantes y una densidad poblacional de 15,7 hab/km². Del total de la población, el 43,6% corresponde a población urbana y el 56,4% a población rural. La totalidad de la población urbana se encuentra en el pueblo de Pemuco, centro administrativo de la comuna.
En el censo de 2017, la comuna de Pemuco tenía una población de 8448 habitantes y una densidad poblacional de 15,01 hab/km².

### Localidades
Localidades con sus respectivos habitantes correspondientes al censo de 2002:
- Pemuco, capital comunal: 3844 habitantes.
- San Miguel de Diguillín: 485 habitantes.
- General Cruz: 342 habitantes.
- Ateuco: 350 habitantes.
- San Pedro: 141 habitantes.
- Monte León: 87 habitantes.
- El Relbún: 79 habitantes.
- Corea: 51 habitantes.
- Las Lajuelas: 50 habitantes.
- La Lúcuma: 19 habitantes.
- Los Aromos: 10 habitantes

## Administración

### Municipalidad
La Municipalidad de Pemuco para el periodo 2021-2024 es dirigida por el alcalde Johnnson Guíñez Núñez (IND-Chile Vamos) y el concejo municipal conformado por los concejales:
- Jorge Arturo Carrasco Morales (RN)
- Pamela Alejandra Guiñez Guiñez (RN)
- Claudio Marco Rigo-Righi Abascal (IND - UDI)
- Jacqueline Del Pilar Saldías San Martín (IND - UDI)
- Luis Humberto Rubilar Salazar (IND - Radicales e Ind)
- Gonzalo Eduardo Sandoval Gallardo (DC)

### Representación parlamentaria
Pemuco forma parte de la Circunscripción Senatorial XVI y del Distrito Electoral 19. Es representada en la Cámara de Diputados del Congreso Nacional por los siguientes diputados:
- Cristóbal Martínez Ramírez (UDI)
- Marta Pilar Bravo Salinas (UDI)
- Frank Carlos Sauerbaum Muñoz (RN)
- Felipe Camaño Cárdenas (IND - PDC)
- Sara Concha Smith (Partido conservador cristiano)

En el Senado, la representan:
- Gustavo Adolfo Sanhueza Dueñas (UDI)
- Loreto Carvajal Ambiado (PPD)

## Economía
Una de las áreas más importantes es la agricultura. En los últimos años ha tenido un repunte es el trigo, avena y maíz con más de 8000 hectáreas (Fuente CIREN 2011); también es importante la producción de remolacha, achicoria y chacarería, mientras que los berries tienen un fuerte crecimiento, reflejados en los huertos de frambuesas, moras híbridas y frutillas, con más de 20 hectáreas.
Otro rubro importante es la ganadería ovina, con más de 7000 cabezas, y bovina con más de 4000, que son ingresos importantes para los agricultores. Recientemente se construyó en el Fundo San Pedro la Planta Belga de Inulina, la cual ha creado un mayor empleo a la población pemucana.
Otra área es la forestal, con importantes plantaciones.
En 2018, la cantidad de empresas registradas en Pemuco fue de 61. El Índice de Complejidad Económica (ECI) en el mismo año fue de -1,11, mientras que las actividades económicas con mayor índice de Ventaja Comparativa Revelada (RCA) fueron Cultivo de Trigo (157,35), Otras Explotaciones de Animales (17,47) y Venta al por Menor de Cristales, Lozas, Porcelana, Menaje y Cristalerías (4,77).

## Lugares de interés
- Salto de Dañicalqui: Se encuentra 16 km al sudoeste de Pemuco (sector Culenco).
- Laguna del Dañicalqui: Se encuentra a 50 km al este de Pemuco en el fundo Placilla, dicho sector es uno de los más grande de Pemuco con aproximadamente 2200 hectáreas. De esta laguna nace el Rio Dañicalqui.
- Santa Filomena: lugar de esparcimiento y recreación familiar, está ubicado a 3 km de Pemuco, junto al río Palpal.
- Balneario Los Boldos: Se encuentra a orillas del Río Itata. Es un lugar que posee extensas playas de arenas.

### Fiestas tradicionales
Las fiestas más importantes de Pemuco son: su aniversario, 26 de noviembre; semana costumbrista, la última semana de enero, la Semana Pemucana, tercera semana de febrero; los tradicionales rodeos, que se realizan en su medialuna que tiene una capacidad de 5214 espectadores.

## Medios de comunicación

### Radioemisoras
FM
- 107.5 MHz - Radio Cordillera